# Crédit Agricole (cykelstall)

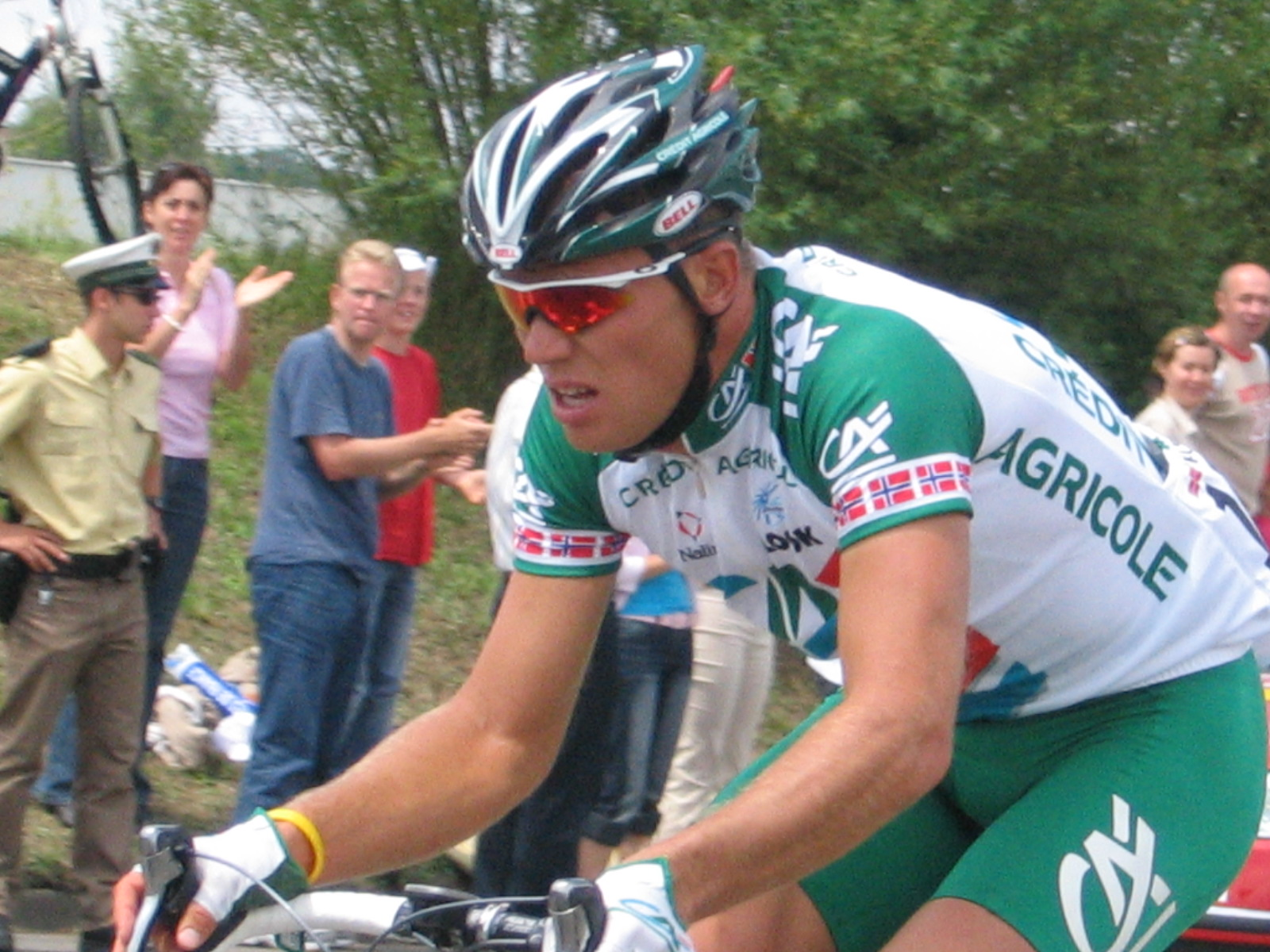
Crédit Agricoles stora stjärna Thor Hushovd

Crédit Agricole (C.A) är ett frankt cykelstall som styrs av Roger Legeay. Stallet tillhörde UCI ProTour mellan 2005 och 2008.
Crédit Agricole är en fransk bank för jordbrukare, de har sponsrat cykellaget sedan 1997 men banken avslutade kontraktet efter säsongen 2008 och stallet lade därefter ned sin verksamhet.
Crédit Agricole är det äldsta aktiva laget med anor från 1963 då man startade som Peugeot. Efter det har stallet haft namnet Z-Peugeot och senare GAN, med vilka Greg LeMond vann Tour de France 1990. Crédit Agricole startade 1998, med cyklister som Chris Boardman, som vann prologen i Tour de France 1996 och 1998, och Stuart O'Grady, som vann flera etapper på Tour de France och var nära att vinna den gröna ledartröjan i tävlingen 2000. 
Den tyska cyklisten Jens Voigt tävlade med stallet mellan 1998 och 2003, och vann med dem en etapp på Tour de France 2000. Han bar också den gula ledartröjan under en dag under samma tävling.
Under säsongerna 2000 och 2001 tävlade de amerikanska cyklisterna Bobby Julich och Jonathan Vaughters för det franska stallet och gjorde det då till det stall som hade flest engelsktalande cyklister. Under Tour de France 2001 vann Crédit Agricole lagtempoetappen före ONCE and US Postal Service Pro Cycling Team. Julich lämnade stallet efter en säsong, och ytterligare en säsong därpå försvann Vaughters från laguppställning.
Inför säsongen 2003 blev det klart att norrmannen Thor Hushovd skulle tävla för det franska stallet. Han har vunnit flera etapper på Tour de France och han vann den gröna poängtröjan i Tour de France 2005 med stallet. Samtidigt som Hushovd blev anställd av stallet så valde Stuart O'Grady och Jens Voigt att lämna stallet, i stället fortsatte de sina karriärer i Cofidis respektive Team CSC.
2005 var ett bra år för stallet när Pietro Caucchioli slutade i topp 10 på Giro d'Italia och Christophe Le Mével vann en etapp. Christophe Moreau slutade på 11:e plats i Tour de France 2005 medan Thor Hushovd vann poängtävlingen i loppet.

## Crédit Agricole 2008
| Namn                | Nationalitet   | Stall 2007              | Stall 2009                |
| ------------------- | -------------- | ----------------------- | ------------------------- |
| Eric Berthou        | Frankrike      | Caisse d'Epargne        | okänd                     |
| László Bodrogi      | Frankrike      |                         | Katjusja                  |
| William Bonnet      | Frankrike      |                         | BBox Bouygues Télécom     |
| Alexandr Botjarov   | Ryssland       |                         | Katjusja                  |
| Pietro Caucchioli   | Italien        |                         | Lampre                    |
| Jimmy Engoulvent    | Frankrike      |                         | Besson Chaussures-Sojasun |
| Dmitrij Fofonov*    | Kazakstan      |                         | Kazakstan National Team   |
| Angelo Furlan       | Italien        |                         | Lampre                    |
| Simon Gerrans       | Australien     | Ag2r Prévoyance         | Cervélo TestTeam          |
| Patrice Halgand     | Frankrike      |                         | okänt                     |
| Sébastien Hinault   | Frankrike      |                         | Ag2r-La Mondiale          |
| Jonathan Hivert     | Frankrike      |                         | Skil-Shimano              |
| Jeremy Hunt         | Storbritannien | Unibet.com Cycling Team | Cervélo TestTeam          |
| Thor Hushovd        | Norge          |                         | Cervélo TestTeam          |
| Christophe Kern     | Frankrike      |                         | Cofidis                   |
| Ignatas Konovalovas | Litauen        | Nybörjare               | Cervélo TestTeam          |
| Christophe Le Mével | Frankrike      |                         | Française des Jeux        |
| Cyril Lemoine       | Frankrike      |                         | Skil-Shimano              |
| Jean-Marc Marino    | Frankrike      |                         | Besson Chaussures-Sojasun |
| Maxime Méderel      | Frankrike      | Auber 93                | Auber 93                  |
| Rémi Pauriol        | Frankrike      |                         | Cofidis                   |
| Gabriel Rasch       | Norge          | Team Maxbo Bianchi      | Cervélo TestTeam          |
| Mark Renshaw        | Australien     |                         | Team Columbia             |
| Nicolas Roche       | Irland         |                         | Ag2r-La Mondiale          |
| Pierre Rolland      | Frankrike      |                         | BBox Bouygues Télécom     |
| Julien Simon        | Frankrike      | Nybörjare               | Besson Chaussures-Sojasun |
| Yannick Talabardon  | Frankrike      |                         | Besson Chaussures-Sojasun |

- Cyklisten blev sparkad av stallet efter att ha testats positiv för dopning.